# Placówka Straży Granicznej II linii „Jabłonka”

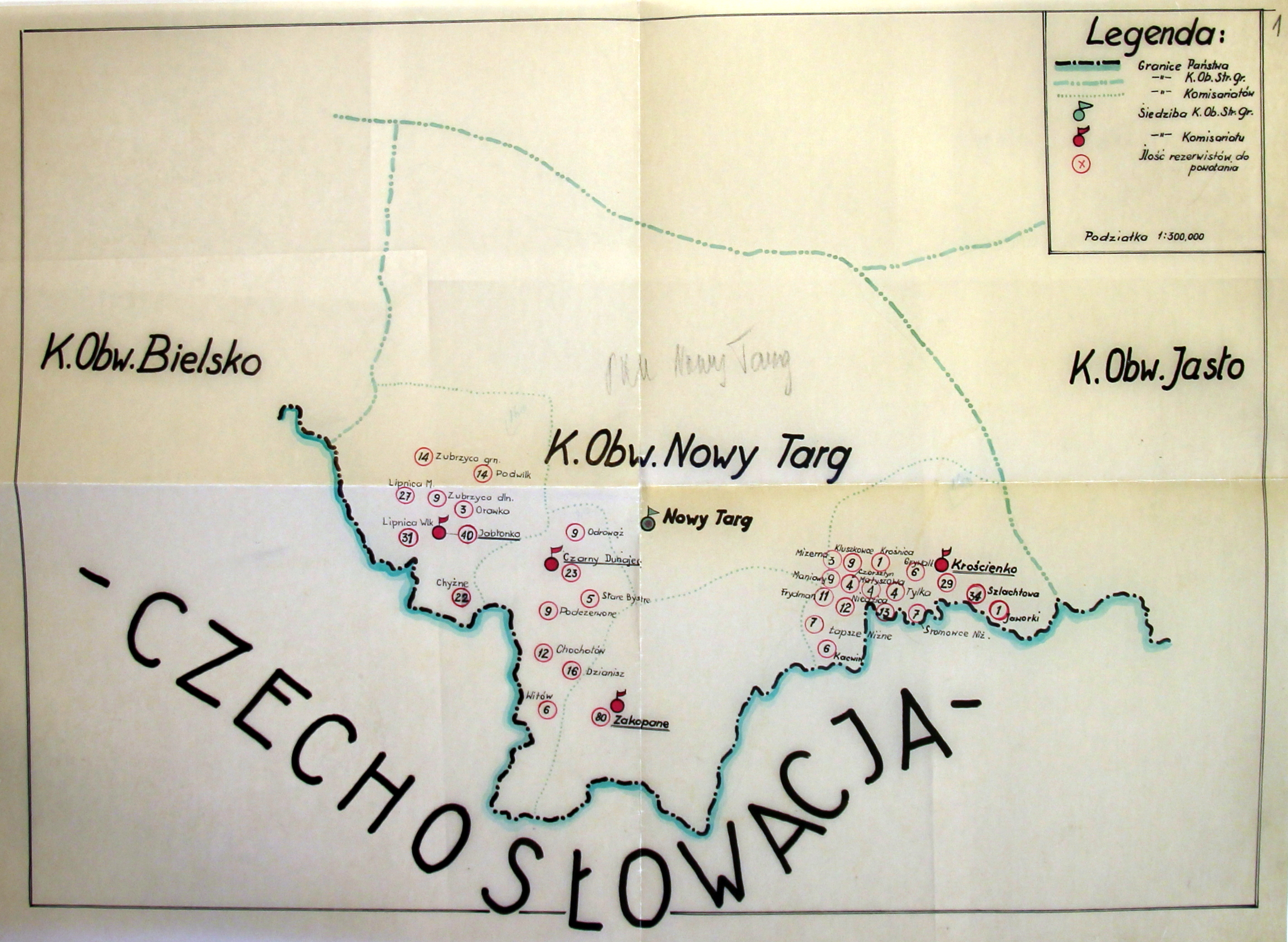
Szkic Obwodu SG „Nowy Targ”

Placówka Straży Granicznej II linii „Jabłonka” – jednostka organizacyjna Straży Granicznej pełniąca służbę ochronną na granicy polsko-czechosłowackiej w okresie międzywojennym.

## Formowanie i zmiany organizacyjne
Rozporządzeniem Prezydenta Rzeczypospolitej Polskiej Ignacego Mościckiego z 22 marca 1928 roku, do ochrony północnej, zachodniej i południowej granicy państwa, a w szczególności do ich ochrony celnej, powoływano z dniem 2 kwietnia 1928 roku  Straż Graniczną.
Rozkazem nr 7 z 25 września 1929 roku w sprawie reorganizacji i zmian dyslokacji Małopolskiego Inspektoratu Okręgowego komendant Straży Granicznej płk Jan Jur-Gorzechowski określił numer i strukturę komisariatu SG „Jabłonka”. Placówka Straży Granicznej II linii „Jabłonka” znalazła się w jego strukturze.

## Służba graniczna
Wydarzenia
- W 1939 roku „Czata” informowała, że: „Duży pożar w Jabłonce Orawskiej pomagali gasić wszyscy podoficerowie miejscowego komisariatu i placówki II linii”[3].